# Sin, Sorrow and Sadness
Sin, Sorrow and Sadness ist das erste Werk der Band From Autumn to Ashes. Es handelt sich um eine EP, die zunächst als Eigenproduktion veröffentlicht wurde. 2002 erschien ein Rerelease, welches über Tribunal Records veröffentlicht wurde. Mittlerweile ist die EP nicht mehr einzeln erhältlich.

## Entstehungsgeschichte
Sin, Sorrow and Sadness entstand bereits im Jahr der Gründung der Band, während die Gruppe ihre Karriere in der New Yorker Szene beginnt. Das Demo wurde auf Anfrage kostenlos verschickt und hatte lediglich einen kopierten Papiereinleger um die CD, allerdings mit allen Texten. Auch die ersten Auftritte mit unter anderem Bleeding Through und Avenged Sevenfold werden genutzt, um die Eigenveröffentlichung unter die Leute zu bringen. Nachdem das Demo Anklang gefunden hatte, nahm sich Tribunal Records der Band an und veröffentlichte am 31. Dezember 2000 eine remasterte Version mit professionellem Layout als CD.
Kurz darauf wurde die Band bei Ferret Records unter Vertrag genommen und die Band spielte auf der Vans Warped Tour.
Die EP ist mittlerweile out of print, jedoch erschien 2005 eine Neuveröffentlichung des Debütalbums Too Bad You're Beautiful, die das Demo als Bonustracks enthält.

## Titelliste
1. A Reflection of Anguish on a Face So Innocent (5:13)
2. Trapped Inside the Cage of My Soul (3:49)
3. A Lie Will Always Defeat the Truth (3:12)
4. IV (2:40)

## Musikstil
Die EP Sin, Sorrow and Sadness ist mit vier Liedern versehen, wobei der vierte Track, der auch nach römisch 4 „IV“ benannt ist, ein Instrumental ist. Bei den anderen enthaltenen Tracks ist die eigentliche Härte der Band zu hören. Am auffälligsten sind dabei wohl die Schrei-Parts, ein typisches Merkmal des damaligen Emocores und des Post-Hardcores. Musikalisch ist die Band von den frühen Converge geprägt, das heißt brutaler Hardcore wird mit eher ruhigen Passagen abgewechselt. Die Songs sind komplex arrangiert.
Auf dem ersten Album Too Bad You’re Beautiful aus dem Jahre 2001 ist der Titel A Reflection of Anguish on a Face So Innocent abgekürzt unter Reflections enthalten.
A Lie Will Always Defeat the Truth ist auch unter dem Titel Behind the Lies, Inside the Truth bekannt.